# 식극의 소마
《식극의 소마》(일본어: 食戟のソーマ 쇼쿠게키노 소마[*])는 원작 츠쿠다 유우토(일본어: 附田祐斗), 작화 사에키 슌(일본어: 佐伯 俊)의 만화다. 《주간 소년 점프》에서 2012년 52호부터 2019년 29호까지 연재되었다. 2015년 4월부터 9월까지 TV 애니메이션화되어 방영되었다.
2016년 7월부터 9월까지 제2기 식극의 소마 두 번째 접시(일본어: 食戟のソーマ 弍ノ皿)란 타이틀로 방영되었으며, 2017년 10월부터 2018년 6월까지 제3기 식극의 소마 세 번째 접시(일본어: 食戟のソーマ 餐の皿)란 타이틀로 방영, 2019년 10월부터 12월까지 제4기 식극의 소마 네 번째 접시(일본어: 食戟のソーマ 神の皿)란 타이틀로 방영, 2020년 4월부터 9월까지 제5기 식극의 소마 다섯 번째 접시(일본어: 食戟のソーマ 豪ノ皿)란 타이틀로 방영되었다.

## 줄거리
거리의 식당의 아들 유키히라 소마는 가업을 거들면서, 아버지 조이치로를 넘도록 요리 수업에 힘쓰다 나날을 보냈다. 중학교 졸업 후 가업을 잇다고 생각했지만 조이치로는 가게를 몇년 닫겠다고 선언하고 해외에 간다. 그리고 소마는 조이치로의 명으로 초 명문 요리 학교 "토오츠키 사료 요리학원"의 고등부에 입학한다. 거기에서 창조 진정은 특유의 요리의 노하우를 구사하고 요리사로 성장한다